# Achimenes warszewicziana
Achimenes warszewicziana är en tvåhjärtbladig växtart som först beskrevs av Eduard August von Regel, och fick sitt nu gällande namn av Harold Emery Moore. Achimenes warszewicziana ingår i släktet Achimenes och familjen Gesneriaceae. Inga underarter finns listade i Catalogue of Life.